# Калинова Согра

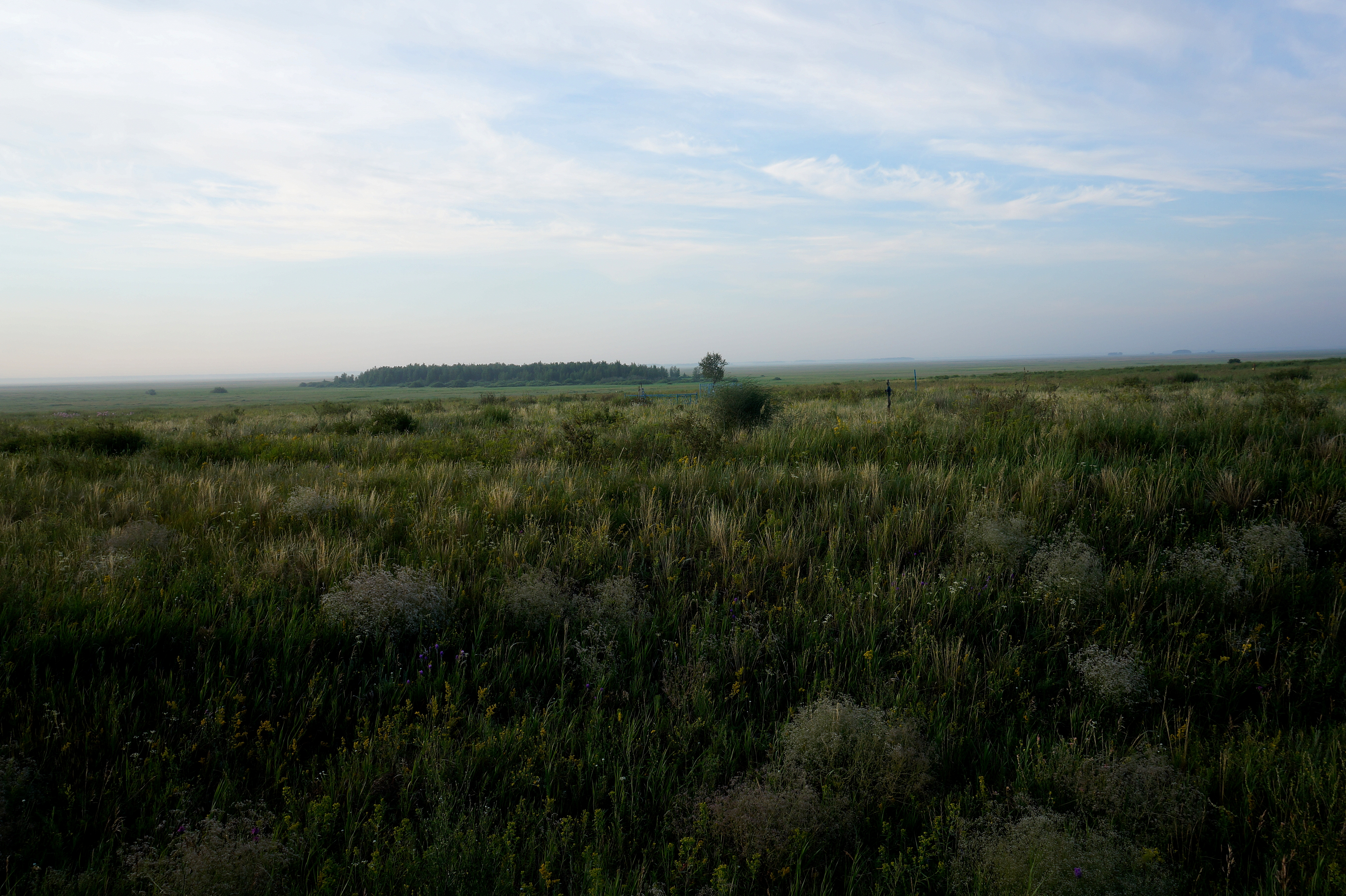

Калинова Согра — исчезнувший посёлок на территории современного Нижнесуетского сельсовета в Суетском районе Алтайского края России. Точная дата упразднения не установлена.

## История
Основан в 1909 году. В 1928 г. посёлок Калинова Согра состоял из 77 хозяйств. В составе Нижне-Суетского сельсовета Знаменского района Славгородского округа Сибирского края.

## Население
В 1926 году в посёлке проживало 408 человек (204 мужчины и 204 женщины), основное население — украинцы